# Elecciones parlamentarias de Grecia de mayo de 2012
Las elecciones legislativas griegas tuvieron lugar el 6 de mayo de 2012 para elegir a los 300 Miembros del Parlamento (en griego Βουλή των Ελλήνων, Voulí ton Ellinon, literalmente Consejo de los Helenos). Ningún partido político obtuvo la mayoría absoluta parlamentaria y tendría que formarse un gobierno de coalición pero los partidos optaron por la convocatoria de nuevas elecciones.
Luego del fracaso de los intentos de formación de un gobierno de coalición por parte de los líderes de las tres fuerzas políticas con mayor representación parlamentaria, el presidente de la República Károlos Papoúlias propuso sin éxito un acuerdo de gobierno de personalidades tecnócratas y luego un gabinete transitorio integrado por todos los partidos con representación en el Parlamento. En consecuencia, el presidente Papoúlias ejerció el procedimiento previsto en la Constitución y designó el 16 de mayo al jurista Panagiotis Pikramenos (presidente del Consejo de Estado, uno de los más altos tribunales) como primer ministro interino, a quien encomendó la formación de un gabinete de transición. El 17 de mayo fueron juramentados los ministros del gabinete de transición y este mismo día quedó constituida la nueva legislatura del Parlamento. El 18 de mayo, el Pleno del Parlamento eligió su Presidium, conformado por un presidente, siete vicepresidentes, tres cuestores y seis secretarios. Finalmente, el 19 de mayo, el presidente Papoúlias disolvió el Parlamento mediante decreto y convocó a nuevas elecciones legislativas para el 17 de junio de 2012.

## Antecedentes
Según la Constitución de Grecia, las elecciones debieron realizarse a finales de 2013, cuatro años después de la elección anterior. Sin embargo, los efectos de la crisis económica mundial, la crisis de la eurozona y la crisis financiera griega tuvieron como consecuencia una gradual agudización de la crisis política, caracterizada desde 2010 por protestas populares, huelgas generales, disturbios y manifestaciones en contra de los planes de austeridad del primer ministro Yorgos Papandréu, aprobados por el parlamento griego. En abril de 2011, el gobierno de Papandréu se comprometió a la aplicación de un nuevo plan de ajuste fiscal y a la ejecución de un plan de privatizaciones. A partir de septiembre de 2011, el gobierno griego presiona para que la Unión Europea pague un segundo rescate, asociado al nuevo plan de ajuste. En octubre de 2011, el primer ministro Papandréu anuncia un referéndum que se celebraría para determinar si Grecia aceptaría el acuerdo de rescate junto con la Unión Europea, el Fondo Monetario Internacional y el Banco Central Europeo; pero tal referéndum nunca se llevó a cabo, y los partidos de la oposición y políticos desde el gobernante Movimiento Socialista Panhelénico exigieron elecciones anticipadas desde entonces. El 4 de noviembre de 2011, hubo un voto de confianza en el Parlamento, que ganó por estrecho margen el gobierno de Papandréu. A pesar de la ajustada victoria, el primer ministro Yorgos Papandréu renunció el 11 de noviembre de 2011, dando paso a un gobierno provisional de coalición de tres partidos políticos.
Las elecciones anticipadas se decidieron en noviembre de 2011 mediante un acuerdo de conformación de un gobierno de coalición entre PASOK, ND y LAOS, constituido con el fin de ratificar y aplicar las decisiones adoptadas un mes antes con otros países de la Unión Europea, el Banco Central Europeo y el Fondo Monetario Internacional (FMI). Esta coalición apoyó por mayoría absoluta (254 escaños) la designación de Lukás Papadimos como nuevo primer ministro.

## Procedimiento
El sistema electoral de Grecia se regula según lo previsto por la Ley 3231/2004, publicada en el Boletín Oficial del Estado del 11 de febrero de 2004. El voto es obligatorio para los ciudadanos mayores de edad hasta los 70 años; hasta el año 2000 los griegos que no cumplieran con la obligación de votar podían ser sometidos a un arresto menor o ser sancionados con multas, sin embargo, actualmente no se impone ninguna sanción a los ciudadanos que no votan y esta obligación se entiende como una medida para promover la participación electoral.
Del total de 300 escaños del Parlamento, se eligen 238 escaños en 56 circunscripciones o distritos electorales con distribución mediante el sistema de representación proporcional, 12 escaños se distribuyen también proporcionalmente a escala nacional, con un umbral del 3% requerido para obtener representación parlamentaria, y los otros 50 escaños se adjudican al partido o coalición que gana las elecciones a nivel nacional, independientemente del porcentaje de votos obtenido. La mayoría absoluta parlamentaria se consigue cuando un partido político o coalición de partidos obtiene al menos la mitad más uno (151 de 300) del total de escaños. Los votos en blanco y no válidos, así como los votos emitidos para los partidos políticos que no alcanzan el umbral del 3%, se descartan a efectos de la asignación de escaños.
La ley tradicionalmente requiere que las votaciones comiencen con el amanecer y terminen con el anochecer en los 20.560 colegios electorales en todo el territorio de Grecia. En la práctica se realiza un redondeo del horario: la votación comienza a las 7 horas y termina a las 19 horas. A esta última hora los medios de comunicación tienen permitido la publicación de sus sondeos.

## Sondeos de opinión
Los sondeos realizados previos mostraban un fuerte descenso en el apoyo a los dos principales partidos (PASOK y Nueva Democracia) que se confirmó más tarde en los resultados definitivos. El descenso en las preferencias electorales fue especialmente abultado para el PASOK, partido que había gobernado con mayoría absoluta hasta 2011. Los sondeos mostraban un descenso de LAOS y un aumento de las expectativas de los partidos minoritarios de izquierda y del derechista ANEL, de nueva creación. El sondeo de VPRC de enero de 2012 situaba al PASOK en quinta posición, siendo la primera vez en más de 30 años en que no es uno de los dos favoritos. Sin embargo, en abril de 2012 el PASOK había regresado a la segunda posición según las encuestas. Estaba pronosticado que Amanecer Dorado, un partido de ultraderecha, entrase al Parlamento por primera vez, tras capturar a muchos votantes tradiciones de LAOS después de que su apoyo cayera al formar parte de la coalición gobernante. La ley electoral griega no permite publicar sondeos en las dos semanas previas a las elecciones. Los resultados cronológicos de diferentes sondeos hasta esa fecha son los siguientes:
| Fecha               | Agencia         | PASOK | ND   | KKE  | LAOS | SYRIZA | DIMAR | Verdes | DISY | Drasi | XA  | ANTARSYA | PARMAP1 | ANEL1 | KOISY | Otros o indecisos                  |
| ------------------- | --------------- | ----- | ---- | ---- | ---- | ------ | ----- | ------ | ---- | ----- | --- | -------- | ------- | ----- | ----- | ---------------------------------- |
| Octubre 2010        | Public Issue    | 42,5  | 28,0 | 11,0 | 5,5  | 4,5    | 1,5   | 2,5    | N/D  | N/D   | N/D | N/D      | N/D     | N/D   | N/D   | Otros: 4,5                         |
| Enero 2011          | Public Issue    | 38,5  | 30,5 | 10,5 | 5,5  | 6,0    | 2,0   | 2,5    | 2,0  | N/D   | N/D | 1,0      | N/D     | N/D   | N/D   | Otros: 1,5                         |
| Febrero 2011        | Public Issue    | 38,0  | 30,5 | 10,5 | 6,0  | 4,5    | 2,5   | 3,0    | 2,0  | N/D   | N/D | 1,0      | N/D     | N/D   | N/D   | Otros:2,0                          |
| Febrero 2011        | VPRC            | 33,0  | 32,0 | 12,5 | 5,0  | 5,0    | 2,5   | 4,0    | 2,0  | N/D   | N/D | 1,5      | N/D     | N/D   | N/D   | Otros:2,5                          |
| Abril 2011          | Public Issue    | 33,5  | 27,0 | 12,0 | 8,5  | 5,5    | 3,0   | 3,0    | 2,5  | N/D   | 1,0 | 1,0      | N/D     | N/D   | N/D   | Otros:3,0                          |
| Abril 2011          | VPRC            | 31,5  | 30,5 | 12,0 | 7,5  | 5,0    | 2,0   | 3,5    | 1,5  | N/D   | 1,5 | 1,0      | N/D     | N/D   | N/D   | Otros:4,0                          |
| Mayo 2011           | Public Issue    | 32,0  | 29,0 | 12,0 | 8,0  | 6,5    | 3,5   | 3,5    | 1,5  | N/D   | N/D | N/D      | N/D     | N/D   | N/D   | Otros:4,0                          |
| Mayo 2011           | VPRC            | 30,5  | 31,0 | 12,0 | 7,5  | 5,5    | 2,5   | 3,0    | 1,0  | N/D   | 1,0 | 1,0      | 0,5     | N/D   | N/D   | Otros:4,5                          |
| Junio 2011          | Public Issue    | 27,0  | 31,0 | 11,0 | 8,0  | 6,5    | 3,0   | 3,5    | 2,5  | N/D   | N/D | N/D      | N/D     | N/D   | N/D   | Otros:7,5                          |
| Junio 2011          | VPRC            | 26,0  | 28,5 | 13,5 | 7,0  | 6,5    | 3,0   | 3,5    | 2,0  | N/D   | 1,0 | 1,5      | 0,5     | N/D   | N/D   | Otros:7,0                          |
| Julio 2011          | VPRC            | 25,5  | 29,5 | 13,0 | 7,5  | 7,0    | 2,5   | 4,0    | 2,0  | N/D   | 1,5 | 1,0      | 1,0     | N/D   | N/D   | Otros:5,5                          |
| Julio 2011          | Public Issue    | 26,5  | 32,5 | 11,5 | 7,5  | 9,0    | 2,0   | 3,5    | 1,5  | N/D   | N/D | N/D      | N/D     | N/D   | N/D   | Otros:6,0                          |
| Septiembre 2011     | VPRC            | 24,5  | 30,0 | 13,0 | 7,5  | 7,0    | 3,0   | 5,0    | 1,5  | N/D   | 1,5 | 0,5      | 1,0     | N/D   | N/D   | Otros:5,5                          |
| Septiembre 2011     | Public Issue    | 28,0  | 32,0 | 10,5 | 8,0  | 9,0    | 3,0   | 4,0    | 1,5  | N/D   | N/D | N/D      | N/D     | N/D   | N/D   | Otros:4,0                          |
| Septiembre 2011     | GPO             | 15,5  | 22,3 | 9,8  | 7,9  | 4,8    | 2,7   | 2,4    | 2,0  | N/D   | N/D | N/D      | 1,6     | N/D   | N/D   | Otros / indecisos: 31,0            |
| Septiembre 2011     | Alco            | 15,5  | 21,3 | 7,4  | 5,6  | 5,0    | 2,5   | 3,0    | 2,5  | N/D   | N/D | N/D      | 1,6     | N/D   | N/D   | Otros / indecisos: 35,6            |
| Octubre 2011        | Public Issue    | 22,5  | 31,5 | 10,5 | 9,0  | 9,5    | 5,0   | 3,0    | 2,0  | N/D   | N/D | N/D      | N/D     | N/D   | N/D   | Otros:7,0                          |
| Octubre 2011        | VPRC            | 19,5  | 31,0 | 13,5 | 8,0  | 8,5    | 4,0   | 4,5    | 2,0  | N/D   | 1,5 | 1,0      | 2,0     | N/D   | N/D   | Otros:4,5                          |
| Noviembre 2011      | Public Issue    | 19,5  | 28,5 | 11,0 | 8,5  | 12,0   | 7,5   | 3,5    | 2,5  | N/D   | N/D | N/D      | N/D     | N/D   | N/D   | Otros:7,0                          |
| Noviembre 2011      | MRB             | 18,1  | 33,1 | 11,0 | 7,1  | 8,8    | 7,5   | 3,2    | 3,2  | N/D   | N/D | N/D      | 1,5     | N/D   | N/D   | Otros:6,5                          |
| Noviembre 2011      | VPRC            | 18,5  | 32,0 | 12,5 | 7,0  | 10,0   | 6,5   | 3,5    | 2,0  | N/D   | 1,0 | 0,5      | 2,0     | N/D   | N/D   | Otros:4,5                          |
| Diciembre 2011      | GPO             | 15,3  | 21,5 | 10,0 | 7,1  | 6,1    | 6,3   | 3,0    | 2,3  | N/D   | N/D | N/D      | 0,8     | N/D   | N/D   | Otros / indecisos: 28,4            |
| Diciembre 2011      | Public Issue    | 15,5  | 30,0 | 13,5 | 6,0  | 14,0   | 9,5   | 4,0    | 3,0  | N/D   | N/D | N/D      | N/D     | N/D   | N/D   | Otros:4,5                          |
| Diciembre 2011      | Metron Analysis | 17,1  | 29,3 | 13,6 | 9,2  | 10,7   | 5,9   | 5,8    | 2,5  | N/D   | N/D | N/D      | 2,4     | N/D   | N/D   | Otros:3,5                          |
| Diciembre 2011      | VPRC            | 18,0  | 30,5 | 13,0 | 7,0  | 11,0   | 8,5   | 3,0    | 2,0  | N/D   | 1,5 | 0,5      | 2,0     | N/D   | N/D   | Otros:3,0                          |
| Enero 2012          | VPRC            | 12,0  | 30,5 | 12,5 | 6,0  | 12,5   | 13,0  | 3,0    | 2,5  | N/D   | 2,5 | 1,0      | 2,5     | N/D   | N/D   | Otros:2,0                          |
| Enero 2012          | To The Point    | 7,0   | 18,6 | 8,7  | 4,3  | 8,2    | 7,5   | 3,6    | N/D  | N/D   | 1,7 | N/D      | N/D     | N/D   | N/D   | Otros / indecisos: 40,4            |
| Febrero 2012        | Pulse           | 13,5  | 27,0 | 12,5 | 5,5  | 12,0   | 11,5  | 3,5    | 3,0  | N/D   | 3,0 | N/D      | 3,0     | N/D   | N/D   | Otros:5,5                          |
| Febrero 2012        | Public Issue    | 8,0   | 31,0 | 12,5 | 5,0  | 12,0   | 18,0  | 3,5    | 2,0  | N/D   | 3,0 | N/D      | N/D     | N/D   | N/D   | Otros:5,0                          |
| Febrero 2012        | VPRC            | 11,0  | 27,5 | 14,0 | 4,5  | 13,5   | 16,0  | 3,5    | 2,0  | N/D   | 2,5 | 1,0      | 2,0     | N/D   | N/D   | Otros:2,5                          |
| Febrero 2012        | GPO             | 13,1  | 19,4 | 9,5  | 5,1  | 8,5    | 12,0  | 1,9    | 2,5  | N/D   | N/D | N/D      | 0,8     | N/D   | N/D   | Otros / indecisos: 27,2            |
| Marzo 2012          | Public Issue    | 11,0  | 28,0 | 11,0 | 4,0  | 12,0   | 16,0  | 4,0    | 2,0  | N/D   | 3,5 | 1,0      | N/D     | 4,0   | N/D   | Otros:3,5                          |
| Marzo 2012          | Pulse           | 13,5  | 23,0 | 12,5 | 4,0  | 12,5   | 10,5  | 2,5    | 2,5  | N/D   | 4,5 | N/D      | 2,5     | 6,5   | N/D   | Otros:5,5                          |
| Marzo 2012          | Public Issue    | 11,0  | 25,0 | 11,5 | 4,0  | 12,0   | 15,5  | 3,5    | 2,0  | N/D   | 3,0 | 1,0      | N/D     | 6,5   | N/D   | Otros:5,0                          |
| Marzo 2012          | VPRC            | 12,5  | 22,5 | 12,5 | 3,0  | 12,0   | 11,5  | 2,5    | 2,0  | N/D   | 3,5 | 1,5      | 1,5     | 11,5  | N/D   | Otros:3,0                          |
| Marzo 2012          | Public Issue    | 15,5  | 22,5 | 12,0 | 2,0  | 12,5   | 12,0  | 3,0    | 2,0  | N/D   | 5,0 | N/D      | 1,0     | 8,5   | N/D   | Otros:4,0                          |
| Marzo 2012          | Alco            | 12,8  | 20,2 | 8,0  | 3,1  | 6,1    | 7,4   | 2,4    | 2,4  | N/D   | 2,2 | N/D      | 1,0     | 6,7   | 1,7   | Otros:2,2, Undecided/blank: 23,8   |
| Marzo 2012          | KAPA RESEARCH   | 14,3  | 18,1 | 8,2  | 3,6  | 6,0    | 4,9   | N/D    | N/D  | N/D   | 3,4 | N/D      | N/D     | 7,2   | N/D   | Otros:2,6, Undecided/blank: 31,7   |
| Marzo 2012          | MRB             | 12,1  | 20,3 | 8,6  | 2,5  | 7,9    | 7,4   | 3,0    | 2,5  | N/D   | 2,6 | 1,2      | 1,5     | 7,0   | N/D   | Otros:2,9, Undecided/blank: 20,5   |
| 29 de marzo de 2012 | Alco            | 13,6  | 20,9 | 7,9  | 3,0  | 6,7    | 7,2   | 2,6    | 2,2  | N/D   | 2,7 | N/D      | 0,9     | 7,2   | 1,2   | Otros:2,5, Undecided/blank: 21,4   |
| 6 de abril de 2012  | Metron Analysis | 15,0  | 20,8 | 10,5 | 3,0  | 11,5   | 9,0   | 4,6    | 2,1  | 2,0   | 5,5 | N/D      | N/D     | 10,6  | N/D   | Otros:5,4                          |
| 6 de abril de 2012  | Alco            | 13,5  | 20,8 | 8,0  | 2,9  | 6,0    | 7,8   | 2,5    | 2,1  | N/D   | 2,1 | N/D      | 1,1     | 7,1   | 1,4   | Otros:2,3, Undecided/blank: 22,4   |
| 8 de abril de 2012  | Alco            | 13,8  | 20,5 | 7,5  | 2,9  | 7,4    | 6,7   | 2,5    | 2,0  | N/D   | 3,0 | N/D      | 0,8     | 6,5   | 1,4   | Otros:4,1, Undecided/blank: 20,9   |
| 8 de abril de 2012  | AUEB-STAT       | 14,6  | 15,3 | 8,1  | 1,7  | 10,4   | 5,6   | 4,3    | 1,7  | N/D   | 4,9 | N/D      | 1,2     | 9,8   | 0,6   | Otros:3,6, Undecided/blank: 18,2   |
| 9 de abril de 2012  | GPO             | 14,2  | 18,2 | 8,0  | 4,0  | 6,2    | 5,9   | 1,5    | 2,5  | N/D   | 3,1 | N/D      | N/D     | 7,0   | N/D   | Otros/blank: 10,2, Undecided: 19,2 |
| 9 de abril de 2012  | Public Issue    | 14,5  | 19,0 | 11,0 | 3,0  | 13,0   | 12,0  | 3,0    | 2,0  | 2,0   | 5,0 | 1,0      | N/D     | 11,0  | N/D   | Otros:3,5                          |
| 12 de abril de 2012 | Metron Analysis | 15,4  | 24,3 | 10,9 | 4,2  | 9,5    | 8,0   | 4,4    | 2,1  | N/D   | 6,3 | N/D      | N/D     | 9,6   | N/D   | Otros:5,3                          |
| 14 de abril de 2012 | MRB             | 15,8  | 25,4 | 9,8  | 3,1  | 10,7   | 8,7   | 3,6    | 3,0  | N/D   | 4,8 | N/D      | N/D     | 8,8   | N/D   | Otros:6,3                          |
| 18 de abril de 2012 | Marc/Alpha      | 17,8  | 22,3 | 9,7  | 3,9  | 9,8    | 8,6   | 3,1    | 3,0  | N/D   | 5,7 | N/D      | N/D     | 9,9   | N/D   | Otros:6,2                          |
| 18 de abril de 2012 | VPRC            | 14,5  | 22,0 | 11,5 | 3,5  | 13,0   | 10,0  | 2,5    | 1,5  | 1,5   | 5,0 | 1,0      | 1,5     | 9,0   | N/D   | Otros:3,5                          |
| 18 de abril de 2012 | Pulse           | 15,0  | 22,0 | 10,5 | 3,0  | 11,0   | 8,5   | 3,5    | 3,0  | N/D   | 5,5 | 1,5      | 1,5     | 10,0  | N/D   | Otros:5,0                          |
| 19 de abril de 2012 | Alco            | 16,0  | 22,0 | 8,0  | 3,5  | 9,0    | 7,5   | 3,0    | 2,8  | 1,5   | 4,5 | N/D      | N/D     | 9,5   | N/D   | Otros:6,5, Undecided: 6,2          |
| 20 de abril de 2012 | GPO             | 14,5  | 19,1 | 8,0  | 3,5  | 7,3    | 5,9   | 2,3    | 2,6  | N/D   | 4,1 | N/D      | N/D     | 7,2   | N/D   | Otros/blank: 7,3, Undecided: 18,2  |
| 20 de abril de 2012 | KAPA RESEARCH   | 19,1  | 25,5 | 10,6 | 4,0  | 9,1    | 5,4   | 3,6    | 3,8  | 1,7   | 5,2 | N/D      | N/D     | 7,7   | N/D   | Otros:4,3                          |
| 20 de abril de 2012 | RASS            | 17,1  | 24,1 | 8,7  | 3,4  | 10,3   | 8,4   | 3,8    | 3,2  | N/D   | 4,3 | N/D      | N/D     | 9,4   | N/D   | Otros:7,3                          |
| 20 de abril de 2012 | MARC            | 17,8  | 21,9 | 9,2  | 4,2  | 11,0   | 8,8   | 3,2    | 3,0  | 1,1   | 5,2 | N/D      | N/D     | 10,4  | N/D   | Otros:4,2                          |
| 20 de abril de 2012 | MRB             | 14,5  | 23,0 | 9,8  | 3,1  | 11,9   | 8,2   | 4,0    | 3,0  | N/D   | 5,7 | N/D      | N/D     | 9,3   | N/D   | Otros:7,5                          |
| 20 de abril de 2012 | VPRC            | 14,0  | 23,0 | 11,5 | 3,0  | 13,5   | 8,0   | 3,0    | 1,5  | 2,0   | 6,5 | 1,0      | N/D     | 8,5   | N/D   | Otros:3,5, EPAM 1,1                |
| 20 de abril de 2012 | PUBLIC ISSUE    | 14,0  | 21,5 | 11,0 | 3,0  | 13,0   | 9,5   | 3,5    | 2,0  | 1,5   | 5,5 | 1,0      | N/D     | 11,0  | N/D   | Otros: 2,0, EPAM 1,5               |
| Fecha               | Agencia         | PASOK | ND   | KKE  | LAOS | SYRIZA | DIMAR | Verdes | DISY | DRASI | XA  | ANTARSYA | PARMAP1 | ANEL1 | KOISY | Otros e indecisos                  |

1 PARMAP anunció una fusión con Griegos Independientes (ANEL) el 18 de abril en vez de participar en las elecciones como partido independiente.
- Nota sobre la variabilidad metodológica de los sondeos: Los sondeos que se muestran con números en fondo amarillo muestran el porcentaje bruto de respuestas respecto del total. Todas las demás registran su estimación de voto tras ignorar los votos en blanco y abstenciones y tras ajustar el "voto probable" de los indecisos. Este último método (usado por ejemplo por Public Issue) por definició dará porcentajes relativos mayores para todos los partidos (dado que los votos a candidatura están divididos entre el total de votos válidos y no entre el total de votantes encuestados). Por ello, los porcentajes obtenidos por cada uno de estos métodos no son directamente comparables con los obtenidos por el otro.

### Predicción de escaños
| Fecha               | Agencia                         | PASOK | ND      | KKE   | LAOS | SYRIZA | DIMAR | Verdes | DISY | XA    | ANEL  |
| ------------------- | ------------------------------- | ----- | ------- | ----- | ---- | ------ | ----- | ------ | ---- | ----- | ----- |
| 18 de abril de 2012 | MARC (Alpha TV)                 | 48    | 110     | 26    | 10   | 26     | 23    | 8      | 8    | 15    | 26    |
| 18 de abril de 2012 | Pulse (To Pontiki)              | 41    | 110     | 29    | 8    | 30     | 23    | 9      | 8    | 15    | 27    |
| 20 de abril de 2012 | MARC (Ethnos)                   | 47    | 108     | 24    | 11   | 29     | 23    | 8      | 8    | 14    | 28    |
| 20 de abril de 2012 | PUBLIC ISSUE (Skai–Kathimerini) | 34–42 | 104–112 | 27–33 | 8–11 | 33–38  | 21–30 | 8–12   | 0    | 11–19 | 24–35 |

## Resultados
Las proyecciones de los sondeos a pie de urna muestran, con un margen de error del 0,5%, una victoria de Nueva Democracia con el 19,18% de los votos y 109 escaños (incluyendo el bonus de 50 escaños que gana el partido más votado), seguida de la coalición de izquierdas Syriza con el 16,3% de los votos y 50 escaños y PASOK con el 13,6% de los votos y 42 escaños. Amanecer Dorado recogió una estimación de entre el 6 y el 8% de los votos y el KKE de entre el 7,5 y el 9,5%. 
Los resultados finales son:
| Elecciones generales de Grecia del 6 de mayo de 2012 | |                                         |           |        |       |         |             |
| Partido                                              | Partido                                                                                                   | Líder                                   | Votos     | %      | +/–   | Escaños | +/–         |
|                                                      | Nueva Democracia (ND)                                                                                     | Antonis Samaras                         | 1.183.851 | 18,9%  | –14,6 | 108     | 17          |
|                                                      | Coalición de la Izquierda Radical (SYRIZA)                                                                | Alexis Tsipras                          | 1.051.094 | 16,8%  | +12,2 | 52      | 39          |
|                                                      | Movimiento Socialista Panhelénico (PASOK)                                                                 | Evangelos Venizelos                     | 827.459   | 13,2%  | –30,7 | 41      | 119         |
|                                                      | Griegos Independientes (ANEL)                                                                             | Panos Kammenos                          | 664.737   | 10,6%  | Nuevo | 33      | 33          |
|                                                      | Partido Comunista de Grecia (KKE)                                                                         | Aleka Papariga                          | 531.293   | 8,5%   | +1,0  | 26      | 5           |
|                                                      | Amanecer Dorado (LS-XA)                                                                                   | Nikolaos Michaloliakos                  | 438.910   | 7,0%   | +6,7  | 21      | 21          |
|                                                      | Izquierda Democrática (DIMAR)                                                                             | Fotis Kouvelis                          | 382.650   | 6,1%   | Nuevo | 19      | 19          |
|                                                      | Verdes Ecologistas (Oikologoi Prasinoi)                                                                   | Comité de 6 miembros                    | 183.708   | 2,9%   | +0,4  | 0       | Sin cambios |
|                                                      | Concentración Popular Ortodoxa (LAOS)                                                                     | Georgios Karatzaferis                   | 182.023   | 2,9%   | –2,7  | 0       | 15          |
|                                                      | Alianza Democrática (DISY)                                                                                | Dora Bakoyannis                         | 160.280   | 2,6%   | Nuevo | 0       | Sin cambios |
|                                                      | Recrear Grecia (Dimiuryía, Xaná!)                                                                         | Thanos Tzimeros                         | 134.587   | 2,2%   | Nuevo | 0       | Sin cambios |
|                                                      | Drasi-Alianza Liberal (FS)                                                                                | Stefanos Manos & Grigoris Vallianatos   | 112.879   | 1,8%   | Nuevo | 0       | Sin cambios |
|                                                      | Cooperación Anticapitalista de Izquierda para el Derrocamiento (ANTARSYA)                                 | Comité de 21 miembros                   | 74.820    | 1,2%   | +0,8  | 0       | Sin cambios |
|                                                      | Acuerdo Social                                                                                            | Louka Katseli                           | 60.226    | 1,0%   | Nuevo | 0       | Sin cambios |
|                                                      | Ochi ("No"): Renacimiento Democrático-Frente Popular Unido                                                | Stelios Papathemelis y Dimitris Kazakis | 57.883    | 0,9%   | Nuevo | 0       | Sin cambios |
|                                                      | Movimiento "Yo no pago" (Kinima Den Plirono)                                                              | Vasilis Papadopoulos                    | 55.240    | 0,9%   | Nuevo | 0       | Sin cambios |
|                                                      | Unión de Centristas (EK)                                                                                  | Vasilis Leventis                        | 38.089    | 0,6%   | +0,3  | 0       | Sin cambios |
|                                                      | Asociación Nacional de Unidad                                                                             | Nikos Alikakis                          | 37.970    | 0,6%   | Nuevo | 0       | Sin cambios |
|                                                      | Partido Pirata de Grecia (KPE)                                                                            | Ioannis Papagoupous                     | 32.272    | 0,5%   | Nuevo | 0       | Sin cambios |
|                                                      | Sociedad (Koinonia): Partido Político de los Sucesores de Kapodistria                                     | Michail Iliadis                         | 28.211    | 0,5%   | +0,3  | 0       | Sin cambios |
|                                                      | Partido Comunista de Grecia (Marxista-Leninista)–Partido Comunista Marxista-Leninista de Grecia (KKE M-L) | Comité de 4 miembros                    | 15.970    | 0,3%   | +0,1  | 0       | Sin cambios |
|                                                      | Partido Revolucionario de los Trabajadores                                                                | Sabetai Matsas                          | 6.038     | 0,1%   | +0,0  | 0       | Sin cambios |
|                                                      | Partido Liberal (KF)                                                                                      | Manolis Kaligiannis                     | 3.589     | 0,1    | Nuevo | 0       | Sin cambios |
|                                                      | Independiente                                                                                             | Athanasios Daskalopoulos                | 3.084     | 0,1%   | Nuevo | 0       | Sin cambios |
|                                                      | Organización por la Reconstrucción del Partido Comunista de Grecia                                        | Comité de 3 miembros                    | 2.602     | 0,0%   | +0,0  | 0       | Sin cambios |
|                                                      | Organización de Comunistas Internacionalistas de Grecia                                                   | Comité de 3 miembros                    | 2007      | 0,0%   | Nuevo | 0       | Sin cambios |
|                                                      | Axioprepeia ("Dignidad")                                                                                  | Panayiotis Theodoropoulos               | 761       | 0,0%   | Nuevo | 0       | Sin cambios |
|                                                      | Movimiento Nacional de Resistencia (KEAN)                                                                 | Ippokratis Savvouras                    | 493       | 0,0%   | Nuevo | 0       | Sin cambios |
|                                                      | Movimiento de Todos los Trabajadores Agrícolas de Grecia (PAEKE)                                          | Miltiadis Tzalazidis                    | 306       | 0,0%   | Nuevo | 0       | Sin cambios |
|                                                      | Movimiento Panateniense (Panki)                                                                           | Yiorgos Betsikas                        | 102       | 0,0%   | Nuevo | 0       | Sin cambios |
|                                                      | Desarrollo Regional Urbano                                                                                | Nikos Kolitsis (único candidato)        | 96        | 0,0%   | +0,0  | 0       | Sin cambios |
|                                                      | Ecologistas Griegos                                                                                       | Dimosthenis Vergis                      | 71        | 0,0%   | –0,3  | 0       | Sin cambios |
| Votos válidos                                        | Votos válidos                                                                                             | Votos válidos                           | 6.271.396 | 97,6%  |       |         |             |
| Votos no válidos                                     | Votos no válidos                                                                                          | Votos no válidos                        | 116.117   | 1,8%   |       |         |             |
| Votos en blanco                                      | Votos en blanco                                                                                           | Votos en blanco                         | 35.533    | 0,6%   |       |         |             |
| Total                                                | Total | Total                                   | 6.423.046 | 100,0% |       | 300     |             |
| Participación electoral                              | Participación electoral                                                                                   | Participación electoral                 |           | 65,1%  |       |         |             |
| Fuente: Ministerio de Interior de Grecia             | |                                         |           |        |       |         |             |
| Notas                                                | |                                         |           |        |       |         |             |

## Formación del Gobierno
El lunes 7 de mayo de 2012, el Presidente de Grecia, Károlos Papoúlias solicitó a Antonis Samaras, líder de Nueva Democracia (ND), formar un nuevo gobierno en un plazo de 3 días, por ser el partido político que obtuvo la mayoría relativa (108 escaños y 18,85% de los votos). Al final del día, Samaras anunció que no logró formar una coalición gubernamental que sume la mayoría absoluta parlamentaria y por tanto renuncia a formar el nuevo gobierno. 
El líder de SYRIZA, Alexis Tsipras recibió el martes 8 de mayo el encargo del Presidente Papoúlias para formar el nuevo gobierno, por ser la segunda fuerza electoral (52 escaños y 16,78% de los votos). Tsipras se reunió el miércoles 9 de mayo con los líderes de ANEL, PASOK y ND pero tampoco logró el apoyo necesario para un gobierno de coalición.
El jueves 10 de mayo de 2012, el presidente Papoúlias otorgó a Evangelos Venizelos, como líder de la tercera fuerza política resultante de las elecciones (PASOK), la responsabilidad de explorar las posibilidades de formación de un gobierno de coalición. Luego de las reuniones con los líderes de DIMAR, ND y SYRIZA, Venizelos anunció el viernes 11 de mayo la imposibilidad de lograr una coalición con mayoría absoluta y desistía de formar un nuevo gobierno.
Luego del fracaso de los intentos de los líderes de las tres fuerzas políticas con mayor representación parlamentaria, el Presidente Károlos Papoúlias ejerció la iniciativa de formación de gobierno prevista en la Constitución, con el fin de nombrar como primer ministro a un miembro del Parlamento o a una personalidad extraparlamentaria que podría recabar una votación de confianza (mayoría absoluta parlamentaria). El lunes 14 de mayo de 2012 el presidente Papoúlias invitó a los líderes de Nueva Democracia, Syriza, PASOK y Dimar a una reunión para proponer un acuerdo de gobierno. Alexis Tsipras, líder de Syriza, decidió no participar en la reunión. Durante el encuentro, el mandatario Papoúlias propuso como solución urgente "la formación de un nuevo gabinete de personalidades tecnócratas que dirija al país, con un fuerte apoyo del Parlamento".
En un último intento, el presidente Károlos Papoúlias recibió el martes 15 de mayo a los principales líderes políticos: Evangelos Venizelos (PASOK), Antonis Samaras (ND), Alexis Tsipras (SYRIZA), Fotis Kuvelis (DIMAR) y Panos Kammenos (ANEL). Finalizada la reunión, la Presidencia de la República anunció que los "esfuerzos de formación de un gobierno han concluido sin éxito" y en consecuencia serían convocadas nuevas elecciones legislativas.
El miércoles 16 de mayo, siguiendo el procedimiento constitucional, el presidente Papoúlias trató de formar un gabinete transitorio, integrado por todos los partidos con representación en el Parlamento, con el propósito de convocar a la celebración de nuevas elecciones legislativas. A la reunión asistieron todos los líderes de los partidos que alcanzaron escaños en las elecciones del 6 de mayo: Antonis Samaras (ND), Alexis Tsipras (SYRIZA), Evangelos Venizelos (PASOK), Panos Kammenos (ANEL), Aleka Papariga (KKE), Fotis Kuvelis (DIMAR), a excepción de Nikolaos Michaloliakos (XA), que se negó a asistir. La formación de un gobierno transitorio conformado por todas las organizaciones políticas con representación parlamentaria tampoco fue posible, por la continuación del desacuerdo entre los líderes políticos.
Ante la ausencia de unanimidad, la Constitución prevé que el presidente de la República encomiende a uno de los tres presidentes de los más altos tribunales (Consejo de Estado, Corte de Casación y Tribunal de Cuentas) la formación de un gabinete de transición lo más ampliamente aceptado como sea posible, en condición de primer ministro interino. En consecuencia, el presidente de Grecia, Károlos Papoúlias, designó al jurista Panagiotis Pikramenos (presidente del Consejo de Estado) como primer ministro interino, cargo que juró y asumió el miércoles 16 de mayo en el palacio presidencial de Atenas. El jueves 17 de mayo fueron juramentados los ministros del gabinete de transición, que ejercerán funciones meramente administrativas hasta las próximas elecciones parlamentarias de junio de 2012; este mismo día quedó constituida formalmente la nueva legislatura del Parlamento y los 300 legisladores recibieron sus actas y juraron el cargo.
El viernes 18 de mayo, el Pleno del Parlamento eligió su Presidium, conformado por los legisladores Vyron Polydoras (ND - presidente), Ioannis Tragakis (ND - primer vicepresidente), Athanasios Nakos (ND - segundo vicepresidente), Spyridon Taliadouros (ND - tercer vicepresidente), Anastasios (Tasos) Kourakis (SYRIZA - cuarto vicepresidente), Leonidas Grigorakos (PASOK - quinto vicepresidente), Maria Kollia-Tsaroucha (ANEL - sexta vicepresidenta), Elpida Pantelaki (KKE - séptima vicepresidenta), además de tres cuestores (dos de ND y uno de SYRIZA) y seis secretarios (cuatro de ND, uno de SYRIZA y uno de PASOK).
Finalmente, el sábado 19 de mayo de 2012, el presidente de la República Károlos Papoúlias disolvió el Parlamento mediante decreto, suprimiendo así la actual legislatura y convocando a nuevas elecciones legislativas para el 17 de junio de 2012, dando comienzo oficial a una nueva campaña electoral.